# مهدی شایسته
مهدی شایسته زادهٔ (۸ تیرماه ۱۳۵۶ - تهران) سرمربی تیم ملی دارت ایران؛ کسب عنوان‌های متعدد در این رشته ورزشی در زمان بازیکن دارت انداز و همچنین مربیگری؛ و همچنین انتخاب به عنوان اولین مرد ایرانی با مقام نهم مشترک در مسابقات آزاد جهانی.

## سابقهٔ مربیگری
- مربی و سرپرست تیم دارت ایرانیان شایسته و حضور در رقابت‌های لیگ تیمی کشور در سال‌های ۱۳۹۲ و ۱۳۹۳
- سرمربی تیم ملی بزرگسالان و جوانان از سال ۱۳۹۳ تا ۱۳۹۵[۶]
- سرمربی تیم ملی بزرگسالان از ۱۳۹۶ تاکنون[۷]

## عضویت در تیم ملی
- عضویت در تیم ملی بزرگسالان ۱۳۸۹
- سرمربی تیم ملی بزرگسالان و جوانان از سال ۱۳۹۳ تا ۱۳۹۵
- سرمربی تیم ملی بزرگسالان از ۱۳۹۶ تاکنون

## مدارک و مسئولیت
مدرک درجه دو مربیگری ازفدراسیون انجمن‌های ورزشی
مدرک داوری درجه سه ازفدراسیون انجمن‌های ورزشی
سمت دبیری انجمن دارت کشور از سال ۱۳۹۱ تا۱۳۹۳
سمت عضو کمیته فنی انجمن دارت کشور از بهمن ماه۱۳۹۵ تاکنون

## عنوان‌ها و مقام‌ها
بازیکن دارت انداز
- نائب قهرمان مسابقات قهرمانی کشور آذرماه۱۳۸۸
- مقام سوم انفرادی مسابقات جایزه بزرگ دارت پارسیان اسنغدماه۱۳۸۸
- مقام قهرمانی انفرادی مسابقات جایزه بزرگ ۵۰۰۰دلاری دارت پارسیان تیرماه۱۳۸۹
- مقام سوم انفرادی دومین دوره مسابقات رنکینگ کشوری(انتخابی تیم ملی) دیماه۱۳۹۰
- مقام دوم انفرادی لیگ دسته یک انفرادی دارت کشور فصل۹۱–۱۳۹۰
- مقام سوم تیمی مسابقات لیگ تیمی دارت کشور با تیم دارت ایرانیان شایسته فصل ۹۲–۱۳۹۱
- مقام سوم انفرادی مسابقات رنکینگ کشوری(انتخابی تیم ملی) شهریورماه۱۳۹۲

مربیگری رشته دارت
- کسب مقام سومی مشترک جوانان در بخش انفرادی بانوان توسط دنیز هشتبران مهرماه۱۳۹۴
- کسب مقام نائب‌قهرمانی مردان در بخش انفرادی مسابقات آزاد جهانی بادبریک ژاپن توسط علیرضا ایزدی مهرماه۱۳۹۵
- کسب مقام قهرمانی بانوان در بخش انفرادی در مسابقات آزاد جهانی مالزی توسط مژگان رحمانی مهرماه1396[۸]
- کسب مقام سومی بانوان در بخش انفرادی در مسابقات آزاد جهانی مدیترانه ترکیه توسط عسل عوض زاده فروردین ماه۱۳۹۷
- کسب مقام سومی مردان در بخش انفرادی در مسابقات آزاد جهانی مدیترانه ترکیه توسط محمد مهدی دهقان فروردین ماه ۱۳۹۷
- کسب مقام پنجمی مشترک بانوان در بخش انفرادی جوانان در مسابقات آزاد جهانی مدیترانه ترکیه توسط عسل عوض زاده و مهشاد عوض زاده فروردین ماه۱۳۹۷
- کسب مقام قهرمانی بانوان در بخش تیمی در مسابقات تدارکاتی با کشور ترکیه باحضور مژگان رحمانی، اطهر عابدینی، مهشاد عوض زاده، عسل عوض زاده فروردین ماه۱۳۹۷
- کسب مقام پنجمی مشترک بانوان در بخش دونفره در مسابقات آزاد جهانی مالزی توسط مهشاد عوض زاده ومژگان رحمانی مهرماه۱۳۹۷
- کسب مقام پنجمیمشترک مردان در بخش تیمی در مسابقات آسیایی کاپ مالزی باحضور علیرضاایزدی، محمدمهدی دهقان، شاهین حسینی، داریوش خورشیدی، علی بساطی مهرماه۱۳۹۷
- کسب مقام پنجمیمشترک بانوان در بخش انفرادی در مسابقات آزاد جهانی سلانگور مالزی توسطمژگان رحمانی اسنفدماه۱۳۹۷
- کسب مقام نائب‌قهرمانیبانوان در بخش تیمی در مسابقات جهانی سلانگورمالزی توسط مژگان رحمانی و دو بازیکن از کشورهای مالزی و هند اسنفدماه۱۳۹۷
- حضور برای اولین بار در بزرگترین و معتبرترین مسابقات خرفه ای دارت دنیا به نام تورآسیاییPDC درکشور فیلیپین و ثبت نام یک مرد ایرانی برای اولین بار در لیست بازیکنان فروردین ماه۱۳۹۸